# Zaręby (powiat nowodworski)
Zaręby – wieś sołecka  w Polsce położona w województwie mazowieckim, w powiecie nowodworskim, w gminie Zakroczym.
W latach 1975–1998 miejscowość należała administracyjnie do województwa warszawskiego.